# Gunung Rindengan
Gunung Rindengan (indonesiska: Dungusan Rindengan) är ett berg i Indonesien.   Det ligger i provinsen Sulawesi Utara, i den nordöstra delen av landet, 2 100 km öster om huvudstaden Jakarta. Toppen på Gunung Rindengan är 1 505 meter över havet.
Terrängen runt Gunung Rindengan är kuperad åt nordost, men åt sydväst är den bergig.Runt Gunung Rindengan är det ganska tätbefolkat, med 111 invånare per kvadratkilometer. I omgivningarna runt Gunung Rindengan växer i huvudsak städsegrön lövskog.